# ウバタマムシ
ウバタマムシ（学名：Chalcophora japonica）はタマムシ科の昆虫の1つ。タマムシとほぼ同大で形も似ているが、色は赤銅色などで遙かに地味な体色をしている。

## 特徴
体長29～40mmの甲虫。頭部は中央が強く窪んで縦溝となり、その両側には縦皺が強く刻まれる。触角はやや鋸歯状になる。前胸背には中央に太い縦向きの条を持ち、その両側にはそれぞれ2条、これに平行したやや不明瞭な縦条がある。両側の後端近くに不定型なくぼみがあり、それら条の間には強い点刻がある。小楯板は全く見えないのが普通。前翅には左右それぞれに4条の縦向きの隆起した条があり、第2条は途中の2カ所で弱くなっている。その部分は陥没したように見え、また銅色が強くなっている。それらの条間には粗い大きい点刻が密にある。また前翅の外側の縁の先端側1/4程には不規則な鋸歯状となっており、先端は小さな犬歯状の突起で終わる。腹部の後端の節は雌ではほぼ丸く、雄では強く抉られている。
体色としては赤銅色ないし金銅色で、時に緑色を帯びるものがある。前胸背と前翅の隆起した条銅黒色で、また新鮮な個体では全身に黄灰色の粉を纏う。

## 分布
日本では本州（青森県南西部以南）、四国、九州、佐渡、伊豆諸島、壱岐、対馬、屋久島、種子島、琉球列島、南大東島、小笠原に産し、国外では朝鮮半島、中国、台湾、インドシナ半島にまで分布する。ただし小笠原諸島と南大東島のものは移入によるものとされ、日本本土より持ち込まれたものと考えられている。

## 生態など
成虫は昼行性でマツの花粉を食べていると考えられる。成虫は4～9月にみられ、また成虫で越冬することも知られる。
幼虫は白くて前胸節がひどく幅広くなっており、腹部は細長くなっている。アカマツやクロマツの材木に穿孔してこれを食べる。食べるのは枯れ木か、あるいは著しく活力を失った木である。卵から成虫まで3年程度を要するとみられるが、材木が乾燥すると幼虫期間が長くなる。越冬は幼虫で行う。

## 分類など
本種の属するウバタマムシ属のものとして日本にはこのほかにサツマウバタマムシ C. yunnana がある。本種にとてもよく似ているが小楯板が小さいながらも認められること、前翅の先端が多少とがることなどで区別できる。この種は本種と似た分布域を持つが本州では和歌山県のみとやや南に偏っている。また本種と同様に小笠原などには移入したものとされる。
本種の種内変異として奄美諸島と沖縄諸島のものは全体に緑色が強く、また前翅の脈の間の点刻が一様であることから亜種 C. j. oshimana とされ、またアオウバタマムシの和名でも呼ばれる。他にトカラ列島宝島のものを C. j. takarajimana 、久米島のものを C. j. kumejimana 、八重山諸島のものを C. j, miwaiとして亜種に扱う。八重山のものは台湾まで分布し、日本本土のものは基亜種であるが、これはトカラ列島の中之島より北に分布し、また朝鮮半島のものもこれに含まれる。

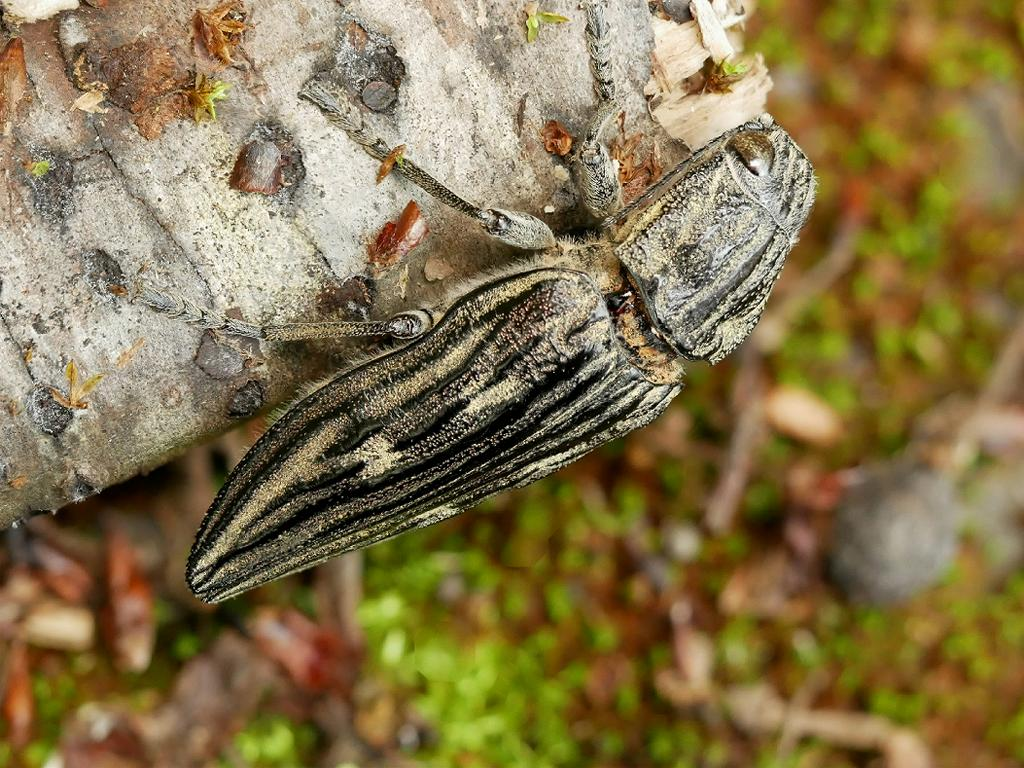
側面のようす
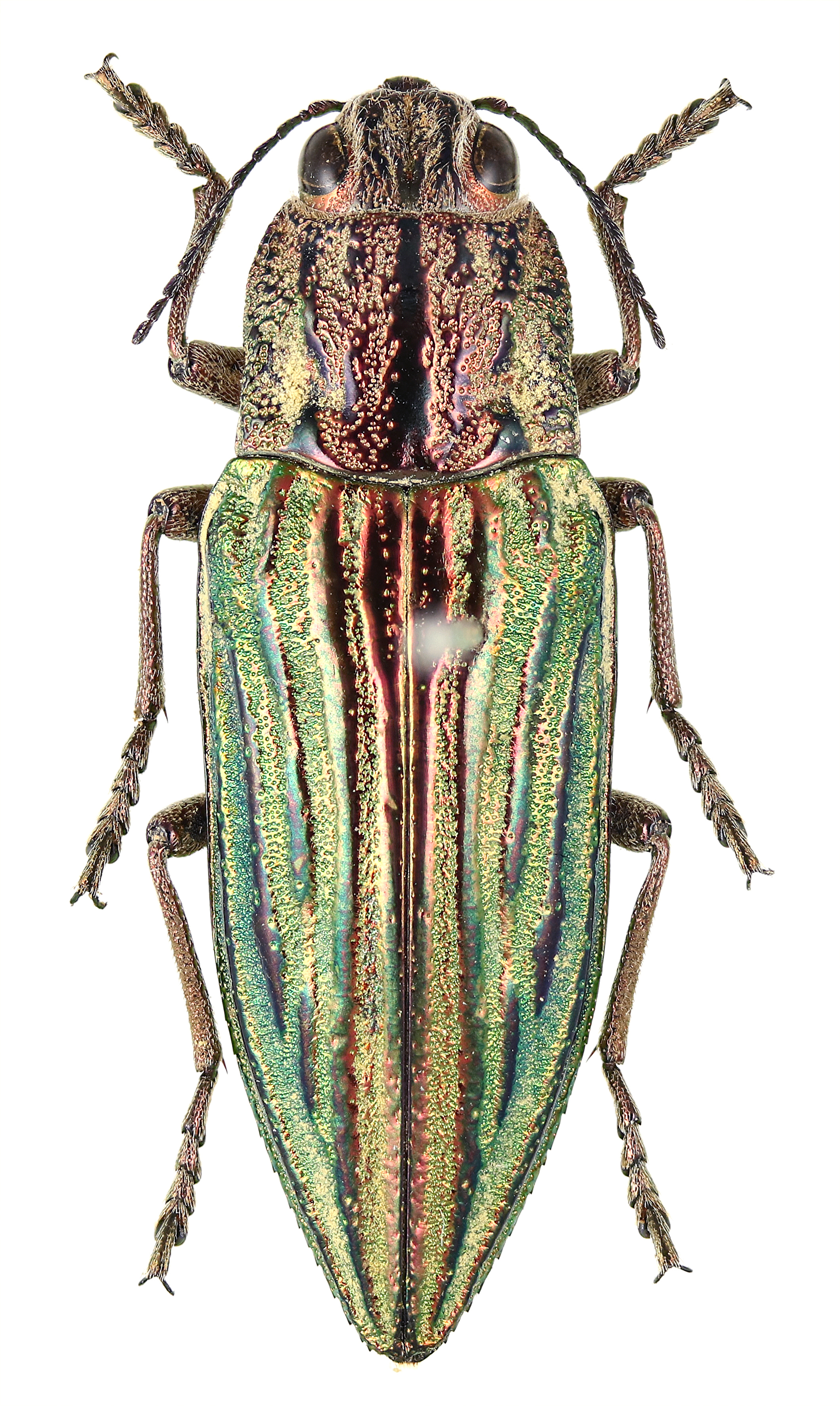
亜種、アオウバタマムシ C. j. oshimana